# Sent Marçau d'Aubareda
Sent Marçau d'Aubareda (en francès Saint-Martial-d'Albarède) és un municipi francès situat al departament de la Dordonya i a la regió de la Nova Aquitània.

## Demografia
| 1962                                       | 1968 | 1975 | 1982 | 1990 | 1999 | 2007 |
| ------------------------------------------ | ---- | ---- | ---- | ---- | ---- | ---- |
| 447                                        | 420  | 368  | 377  | 394  | 403  | 445  |
| Des de 1962: població sense dobles comptes |      |      |      |      |      |      |

## Administració
| Període   | Identitat     | Partit |
| --------- | ------------- | ------ |
| 1984-2008 | Jean Andrieux | PCF    |
| 2008-     | Michel Dupuy  |        |